# Konstsim vid världsmästerskapen i simsport 2025 – Damernas tekniska soloprogram
Damernas tekniska soloprogram i konstsim vid världsmästerskapen i simsport 2025 avgjordes mellan den 18 och 19 juli 2025 i World Aquatics Championships Arena i Singapore.

## Resultat
Kvalet startade den 18 juli klockan 10:02. Finalen startade den 19 juli klockan 18:32.
Grön bakgrund betyder att konstsimmaren gick vidare till finalen
| Placering | Simmare                  | Nationalitet                    | Kval     | Kval      | Final            | Final            |
| Placering | Simmare                  | Nationalitet                    | Poäng    | Placering | Poäng            | Placering        |
| --------- | ------------------------ | ------------------------------- | -------- | --------- | ---------------- | ---------------- |
| 1         | Xu Huiyan                | Kina                            | 265,8984 | 1         | 272,9917         | 1                |
| 2         | Vasilina Chandosjka      | Neutrala idrottare A            | 254,8200 | 2         | 260,5416         | 2                |
| 3         | Iris Tió                 | Spanien                         | 253,7691 | 3         | 260,2917         | 3                |
| 4         | Vasiliki Alexandri       | Österrike                       | 250,9533 | 4         | 253,8417         | 4                |
| 5         | Klara Bleyer             | Tyskland                        | 250,2750 | 5         | 253,2892         | 5                |
| 6         | Moe Higa                 | Japan                           | 249,1833 | 6         | 251,2184         | 6                |
| 7         | Enrica Piccoli           | Italien                         | 237,0000 | 8         | 240,2850         | 7                |
| 8         | Romane Temessek          | Frankrike                       | 236,9400 | 9         | 239,7925         | 8                |
| 9         | Marloes Steenbeek        | Nederländerna                   | 236,4451 | 10        | 238,6417         | 9                |
| 10        | Audrey Lamothe           | Kanada                          | 234,7058 | 11        | 236,6008         | 10               |
| 11        | Karina Magrupova         | Kazakstan                       | 232,2050 | 12        | 233,5199         | 11               |
| 12        | Tatiana Gajdaj           | Neutrala individuella idrottare | 246,0517 | 7         | 228,5625         | 12               |
| 13        | Mari Alavidze            | Georgien                        | 232,0834 | 13        | Gick inte vidare | Gick inte vidare |
| 14        | Jasmine Verbena          | San Marino                      | 229,8858 | 14        | Gick inte vidare | Gick inte vidare |
| 15        | Kyra Hoevertsz           | Aruba                           | 229,3517 | 15        | Gick inte vidare | Gick inte vidare |
| 16        | Zoi Karangelou           | Grekland                        | 229,3250 | 16        | Gick inte vidare | Gick inte vidare |
| 17        | Žofia Strapeková         | Slovakien                       | 226,9667 | 17        | Gick inte vidare | Gick inte vidare |
| 18        | Ece Üngör                | Turkiet                         | 226,0333 | 18        | Gick inte vidare | Gick inte vidare |
| 19        | Zoe Poulis               | Australien                      | 220,3541 | 19        | Gick inte vidare | Gick inte vidare |
| 20        | Rachel Thean             | Singapore                       | 215,9750 | 20        | Gick inte vidare | Gick inte vidare |
| 21        | Loya Cenkci              | Storbritannien                  | 213,2850 | 21        | Gick inte vidare | Gick inte vidare |
| 22        | Zea Montfort             | Malta                           | 206,2833 | 22        | Gick inte vidare | Gick inte vidare |
| 23        | Sabina Makhmudova        | Uzbekistan                      | 206,2250 | 23        | Gick inte vidare | Gick inte vidare |
| 24        | Jennifer Russanov        | Nya Zeeland                     | 204,0442 | 24        | Gick inte vidare | Gick inte vidare |
| 25        | Ariana Coronado          | Peru                            | 200,2917 | 25        | Gick inte vidare | Gick inte vidare |
| 26        | Mia Piri                 | Kroatien                        | 197,4967 | 26        | Gick inte vidare | Gick inte vidare |
| 27        | Patrawee Chayawararak    | Thailand                        | 194,8100 | 27        | Gick inte vidare | Gick inte vidare |
| 28        | Agustina Medina          | Uruguay                         | 189,2041 | 28        | Gick inte vidare | Gick inte vidare |
| 29        | María Alfaro             | Costa Rica                      | 187,1917 | 29        | Gick inte vidare | Gick inte vidare |
| 30        | Grecia Mendoza           | El Salvador                     | 186,8484 | 30        | Gick inte vidare | Gick inte vidare |
| 31        | Tiziana Bonucci          | Argentina                       | 183,0400 | 31        | Gick inte vidare | Gick inte vidare |
| 32        | Hilda Tri Julyandra      | Indonesien                      | 175,7333 | 32        | Gick inte vidare | Gick inte vidare |
| 33        | Xera Vegter Maharajh     | Sydafrika                       | 175,5766 | 33        | Gick inte vidare | Gick inte vidare |
| 34        | Alexandra Mansaré-Traoré | Guinea                          | 157,6750 | 34        | Gick inte vidare | Gick inte vidare |
| 35        | Talía Joa                | Kuba                            | 151,5376 | 35        | Gick inte vidare | Gick inte vidare |